# Hieracium monochroum
Hieracium monochroum es una especie de planta con flor del género Hieracium, de la familia Asteraceae, orden Asterales.

## Distribución
Hieracium monochroum se distribuye por Finlandia, Suecia y Noruega.

## Taxonomía
Fue descrita científicamente por Johanss.